# Biserica lui Iisus Hristos-Creștin
Biserica lui Isus Hristos-Creștin este o biserică a mișcării identitatea creștină care a fost înființată în 1946 de către preotul și liderul unei filiale Ku Klux Klan Wesley A. Swift. Acesta era fiul unui preot asociat Bisericii Episcopale Metodiste din Sud⁠(d) și considerat o importantă figură în dezvoltarea mișcării în Statele Unite ale Americii. Drepturile de autor ale lui Swift sunt deținute de Kingdom Identity Ministries⁠(d).

## Istoric
Biserica a fost inițial cunoscută sub numele de Biserica Identității Albe a lui Iisus Hristos-Creștin, schimbându-și numele în 1957.  După moartea lui Swift în 1970, activitățile au continuat sub supravegherea soției sale Lorraine.
În februarie 2001, numele Biserica lui Iisus Hristos-Creștin și Aryan Nations  au fost obținute de către Victoria și Jason Keenan când au câștigat un proces de 6,3 milioane de dolari intentat organizațiilor după ce au fost atacați de paznicii complexului Aryan Nations. În martie 2001, familia Keenan a vândut complexul către Fundația Car din Cambridge, Massachusetts, o organizație care apără drepturile omului.
Biserica a devenit activă în august 2009, la cinci ani după moartea lui Richard Butler, cel care a ocupat funcția de preot după moartea lui Swift.  Biserica este acum condusă de un consiliu format din trei bărbați, inclusiv pastorul senior Paul R. Mullet.